# Punctisphena pustulata
Punctisphena pustulata är en insektsart som beskrevs av Kevan, D.K.M. 1961. Punctisphena pustulata ingår i släktet Punctisphena och familjen Pyrgomorphidae. Inga underarter finns listade i Catalogue of Life.